# Леандро Фернандез де Моратин
Леандро Фернандез де Моратин  (шп. Leandro Fernández de Moratín; Мадрид, 10. март 1760 — Париз, 2. јун 1828) је био шпански песник, драматург и један од најистакнутијих представника шпанске књижевности XVIII века.

## Биографија
Леандро Фернандез де Моратин је рођен у Мадриду 10. марта 1760. године. Отац му је био познати књижевник неокласичар, Николас Фернандез де Моратин, преко кога је Моратин млађи заволео књижевност и чија је важност умањена у многим тачкама управо због веће славе његовог сина. Када је имао само четири године прележао је велике богиње које су га довеле на корак до смрти и оставиле неизбрисиве трагове на његовом лицу као и у његовом карактеру. Још као дечак гајио је платонску љубав према Сабини Конти која га је одбила и удала се за његовог рођака, италијанског књижевника Ђованија Баутисту Контија, знатно старијег од ње. Из ове епизоде његове биографије вероватно је произашла једна од најучесталијих тема Леандровог позоришта.
Стекао је квалитетно образовање и научио да црта у породичном амбијенту, готово без игара и вршњака, те је стога слободно време посвећивао читању од раног детињства. Његов отац је желео да га пошаље у Рим на усавршавање, али се томе супротставила његова мајка. С обзиром на то што Николас није желео да се његов син посвети књижевности, Леандро се бавио израдом накита што је традиционална професија његове породице. Године 1779. и 1782. појавио се на конкурсима Шпанске академије на којима је освојио и награде за своја дела. Године 1780. умире његов отац што је тежак ударац за Леандра; породица је у тешкој економској ситуацији будући да зависи само од његове мале плате. У овом периоду повезује се са књижевницима епохе захваљујући пријатељствима његовог оца. Каријеру драматурга почиње 1786. године. Као секретар француског финансијера Кабаруса путује у Париз, а због Кабарусовог политичког пада, враћа се већ наредне године у Мадрид, где наставља своју књижевну делатност.
Моратинова ситуација се побољшава са порастом моћи Мануела Годоја, председника шпанске владе, који штити његова драмска дела. Године 1792. путује у Француску, а касније и у Лондон, Италију и Немачку. Његова романса са Франсиском Гертрудис Мундос почиње 1798. године и траје све до краја 1807. године, када се она удаје за једног официра.
До 1808. године његов живот је протекао без великих дешавања, а онда се са Ратом за независност мења ток његовог живота. Када се одиграла Наполеонова инвазија нашао се пред трагичном дилемом; требало је да бира између давања подршке шпанској монархији чији су поступци били знатно различити од његових либералних идеја, или прећи на француску страну која је нудила наду у промене и напредак. На крају је стао на страну Жозефа Бонапарте који му је 1811. године поверио дужност главног краљевског библиотекара, коју је радо прихватио због љубави према књигама. Када су, 1812. године, Французи напустили Шпанију, Моратин је, оптужен од својих сународника за издају као „пофранцужен“ (шп. afrancesado), био приморан да се повуче из Шпаније те одлази у Француску и Италију. Захваљајући амнестији од стране Фернанда VII, Моратин се 1820. године вратио у Барселону, али је, због ширења куге, отишао у Бордо 1821. године. Тамо је нашао жељени мир уз свог пријатеља Мануела Силвеле, који му је био велика подршка у несрећним тренуцима последњих година његовог живота и који је, такође, написао његову биографију. Постао је члан Народне Академије, али се није вратио у Шпанију. Године 1827. отишао је у Париз заједно са својим пријатељем, где је и умро 1828. године. Последње године његовог живота у изгнанству обележиле су самоћа и меланхолија. Мануел Силвела подигао му је споменик на гробљу између гробова Молијера и Лафонтена, а касније су његови остаци пренети у Мадрид, где се и данас налазе у Пантеону славних људи.
Леандро Фернандез де Моратин одувек је био стидљив и повучен човек коме је књижевност била једина велика страст у животу. Док једни мисле да је велики утицај на његову личност имала болест коју је прележао са четири године, други сматрају да су те особине природна тенденција његовог карактера. Мануел Силвела у његовој биографији каже да је он „плачљив, стидљив, нестрпљив и свађалица“. Био је човек посвећен сатири и ругању за шта му није недостајало маште. Често су му замерали недостатак воље и страствености и сматрали су да су његови поступци готово увек били условљени околностима. Био је уравнотеженог темперамента и није био склон ризицима. Престаје да пише када почињу тешкоће јер за уметничко стваралаштво његов темперамент захтева од њега материјалну сигурност и мир.

## Проза
Као књижевни писац, Моратин није био веома ангажован. Због тога није написао пуно дела у прози, што је последица и многих негативних критика које су утицале на њега.
Моратин је писао за средњу класу, а као реалистички писац, покупио је ироничан тон, хумор и пријатан стил Сервантеса. Био је љубитељ умерености, чак и у књижевности, па је његов дијалог једноставан, без претераног улепшавања прозе.
Моратиново најпознатије дело у прози је Пораз ситничара (шп. La derrota de los pedantes), сатира која се противи пороцима шпанске поезије и која подсећа на Сервантесову поему  Пут на Парнас (шп. Viaje al Parnaso). Ту Моратин представља групу лоших писаца - ситничара - (шп. los pedantes), који се буне против Аполона и бивају поражени. За Моратина, pedante је аутор коме недостаје осећајност и који се усуђује да пише не обазирући се на правила. Овде се, такође, добри писци боре против својих непријатеља одбацујући томове њихових неподношљивих дела.
Моратин је аутор једне Аутобиографије (шп. Autobiografía), која није комплетна, а односи се на почетак његовог живота.
Аутобиографски је такође и његов Дневник (шп. Diario), који није намењен за читаоце а састоји се из броја коментара у коме је помешано пет језика: шпански, латински, француски, италијански и енглески. Овај дневник је исписан скраћеницама уз изостављање вокала, а покрива период од 1780. до 1808. године. Занимљив аспект из Моратиновог живота, који открива Дневник, представља његов однос према еротици. Може се закључити да Моратин није поседовао умереност у задовољствима која се обично приписује, јер су забележене његове честе посете разних жена.
У својој посланици под називом Збирка писама (шп. Epistolario), Моратин укључује писма која упућује многим политичарима, интелектуалцима, као и својим пријатељима и родбини. Ту се, кроз природни, изражајни стил, са пуно духовитости али и ироније и ругања, бави питањима од великог значаја за људе и књижевност.
Тема театра је честа у Моратиновим писмима. Он изражава потребу за реформом позоришта и говори о важности упућивања комичара у рецитацију, о неодговарајућим костимима, о лошем осветљењу у позоришту и о штетним утицајима античких комедија.
Поред ових писама, која су у великој мери аутобиографска, Моратин је аутор других дела у прози. Један део се односи на стварање књижевности, а други на њену критику.
Важно је поменути Порекла шпанске драме (шп. Orígenes del teatro español), дело којем је Леандро посветио доста времена и придавао велику важност. Ту се Моратин бави драмом, од њених почетака на латинском, проласка кроз средњи век, а помиње и хуманизам, чије му се позориште посебно допада.
Дело под називом Кратке бележнице из Енглеске (шп. Apuntaciones sueltas de Inglaterra) представља белешке најразличитијих описа и посматрања, и могу бити дужине од неколико редова до неколико страна. Моратин бележи корак по корак, као неки знатижељни новинар. Он хвали пејзаж, уметност и културу Енглеске, обраћајући пажњу на поједине сликовите обичаје, као што је женска слобода у обући, што се у Шпанији није дешавало и што Моратин сматра симболом слободе која нас образује. Значајне су и стране посвећене енглеском позоришту и његовом поређењу са шпанским. Разлика је у томе што су енглески глумци дисциплинованији и поврх свега, достојни високих личности које оличавају.
Много важније и обимније дело је Путовање кроз Италију (шп. Viaje de Italia). Прву књигу чине описи путовања од Лондона до Италије, преко Белгије, Немачке и Швајцарске. Од друге књиге почиње прича о путовању кроз Италију. Значајне су и стране посвећене проституткама и макроима.
Рад Моратина као прозног писца се употпуњује са три тома Постхумних дела (шп. Obras póstumas), објављених 1867. године. Састоје се из Моратинових многобројних писама, успомена са путовања, и критичких коментара сопствених комедија и других аутора.

## Поезија
Трећи том његове књиге Драмска и лирска дела (шп. Obras dramáticas y líricas) из 1825. посвећен је лирици. Његово дело обухвата скоро педесет година посвећености поезији из које проистиче мало више од стотинак песама: сто девет његових и једна која је приписана Пересу Магаљону у издању Леандровог дела Комплетне поезије (шп. Poesías completas). Моратин је аутор стотинак лирских композиција: девет писама, дванаест ода, двадесет два сонета, девет романси, шеснаест епиграма, затим различите композиције које чине осам лирских песама које се разликују од традиционалних узора, два превода и једна елегија, романса у једанаестерцу (епско певање у квартету Заузимање Гранаде) и девет превода Хорацијевих дела. Као члан академије Аркадија у Риму под именом Инарко Селенијо, Моратин, лирски песник, није могао бити сматран врсним песником оригиналности и фантазије. Међутим, нема сумње да заслужује место поред два аутентична лирска песника 18. века у Шпанији, а то су Мануел Хосе Кинтана и Хуан Мелендес Валдес, а не поред осталих песника свога времена, који су у основи осредњи. Његове бриге које се тичу форме су побољшање, склад и изражајна равнотежа, у неокласичној атмосфери, онако како је и логично, али прошарана прелазима између повлачења у самоћу и меланхолије чији је извор с једне стране Хорације, а с друге стране, стална промена стања ауторовог духа. Леандро де Моратин није био изразити песник шпанског 18. века, нити претеча нејасних романтичарских тоналитета, већ чист и веран представник тог аутентичног поновног оживљавања класичног укуса који се у својој потпуности подудара са зачетком романтизма.
Заузимање Гранаде (шп. La toma de Granada; Мадрид, 10. март 1760 — Париз, 2. јун 1828)је кратка песма у једанаестерцу који се не римује, и у којој се опева заузимање Гранаде од стране Католичких краљева.
„Сатира против мана“ (шп. La Sátira contra los vicios), дело у коме се Моратин открива као борац, насупрот песницима свог времена, је из књиге Лекција из песништва (шп. Lección poética). Сатира против упознатих мана у кастиљанској поезији (шп. Sátira contra los vicios introducidos en la poesía castellana), има композицију састављену од терцета у једанаестерцима који се римују. Сатира се увесељује правећи се да саветује песнике да се изражавају на начине које Моратин презире, а то су они који су типични за барокну поезију. Што се тиче лирике, задржава се на стилским грешкама, на неумесним метафорама, на мешању комичних архаизама попримањем лексике и синтаксе, као и на злоупотреби латинизама која је потекла од Гонгоре. Међутим, саветује да се треба угледати на Хорација. Сатира приказује вредност постојања, више него покушај лирске поезије, песничких мотива, или, боље речено, естетско – критичких, односно постојања посебне врсте песништва у смислу борбе против свега што је неумерено, како у садржају, тако и у форми.
Писма. Девет писама су инспирисана опширним низом тема и околности. Три од њих су упућена Принцу мира: искреност осећања захвалности према Мануелу Годоју ослобађа песника сваке сумње од ласкања. Друго, типично Хорацијево, упућено је једном министру, а везано је за корист од историје. Следеће писмо намењено једном пријатељу служи му као изговор да поново сједини и изврне руглу „ скрпљене” стихове песника из Кинтанове групе. Написао је и једно писмо у част маркизе од Виљафранке, поводом рођења њеног прворођенчета, грофа од Ниебла, а због чије ће преране смрти касније написати једну оду. Затим, писмо упућено дон Симону Родригу Ласоу, директору школе Сан Клементе, које је типично Хорацијево због теме која се тиче нарави мушкараца, који су стално незадовољни својом судбином .
Оде. Један од најуспешнијих покушаја имитације Хорација у Шпанији налази се у збирци од дванаест Моратинових ода. Интересантне су због разноврсности версификације почев од озбиљних стихова који подсећају на класике до лаганих модерних. Теме ода су веома разнолике. Многе су у основи налик на Хорацијеве: Нисиди, Ђацима школе Сан Клементе. Остале теме су љубавне или просто углађене (нпр. Росинди, плесачици или Тирана, посвећена прелепој глумици Марији дел Росарио Фернандез). Постоје наравно и оне које су инспирисане другим осећањима, а то су оне које посвећује несталим вољеним особама, као на пример оцу, или одсутнима, као на пример Ховељаносу. Можда изгледа више промишљен него добровољан чин вере који му служи као исходиште за његову најпознатију оду Девици у Лендинари, која је објављена 1975. године управо у овом италијанском градићу, а састављена је за доња Сабину Конти, мадрижанку, жену италијанског књижевника Ђованија Батисту Контија.
Преводи Хорацијевих дела. У преводу девет Хорацијевих ода, оно што највише изненађује, осим очигледне преокупације око форме, која се такође огледа и у одабиру метра, јесте истоветност мишљења између латинског песника и Моратина, посебно у виђењу хармоније, чији се наговештај повећава неслагањем израза Хорацијеве озбиљне композиције и Моратинове лакоће стила.
Сонети. Ако се форма узме у обзир, сонети поткрепљују чињеницу да је Моратин способан за стварање лаке и једноставне версификације. Што се тиче тема које обрађује, оне су свеобухватне, али већина њих је инспирисана појавама или ликовима везаним за позориште.
Романсе. У девет романси наићићемо на широку палету тема: политичке, о литерарним препиркама, о личним пословима, и о околностима.
Епиграми. Многи од 17 епиграма прожети су сатиром, понекад чак и окрутном. Међу позоришним ликовима као објекат његових провокација често се појављује Херонсијо: значајно је јер су се многи другоразредни књижевници тако звали. По његовом мишљењу, такође су значајни и називи епиграма, као, на пример, три у префињеном и галантном стилу, које посвећује лезбијки, кројачици (шп. A Lesbia, modista), или друго Једној француској госпођици (шп. A una señorita francesa).
Остале композиције. Неке од њих баве се историјским темама, као она за чију је инспирацију послужила Нелсонова сенка (шп. La sombra de Nelson). Такође постоје и преводи, међу којима се налази и превод дела Пасторални сонет у дијалогу (шп. Sonetto pastorale in dialogo) италијанског ствараоца Паола Рољија.
Елегија Музама. Моратиново ремек-дело, осим чињенице да је најуспешнија што се тиче поезије, неоспорно је најзначајније дело овакве врсте. Лазаро Каретер тврди да је у овој својој последњој песми достигао врхунац шпанске лирике.

## Драмска дела
Леандро Фернандез де Моратин је био најзначајнији шпански драматург 18. века. Његове максиме су биле: позориште као задовољство и морално упутство (школа добрих обичаја) и дело које верно приказује стварност. Из ових максима се изродила његова приврженост драми; поготово се придржавао правила јединство радње, места и времена. Угледао се на енглеско позориште, међутим, на њега је највише утицало француско позориште, тачније француски драматург Молијер, али се ипак трудио да у својим делима сачува национални идентитет кроз теме, ликове и места. Често се повезивало Моратиново и Молијерово позориште. Несумњиво, постоји велика сличност између ова два аутора, али се никако не сме говорити о имитацији. Моратин је усагласио класична правила драме и укус тадашње позоришне публике. Није писао трагедије, карактер га је навео на комедију, жанр који је дефинисао на следећи начин: осликава људе какви заиста јесу, описује постојеће националне обичаје, пороке свакодневног живота, и уз помоћ свих ових мотива формира фабулу. За разлику од трагедије, Моратинова комедија је достигла огромну популарност, јер је Моратин пронашао одговарајућу формулу која је представљала основу тадашњег модерног позоришта.

### Теорија комедије
Без сваке сумње, најзначајнији Моратинов претходник је Томас де Иријарте (шп. Tomás de Iriarte), јер је у своје време писао комедије једноставним језиком, са темама из свакодневног живота. Ову форму, Моратин је усавршио у делу Девојачко „да“ (шп. El sí de las niñas). Најобимнија и најдетаљнија експозиција његових дела везаних за комедију се налази у Прологу (шп. Prólogo) који ју је саставио да би комплетирао коначну едицију својих дела објављених у Паризу 1825. године. Његова дефиниција комедије као жанра гласи: дијалог написан у прози или стиху о неком догађају који се одиграо на неком месту, у свега неколико сати, између одређених особа, помоћу којих се исмевају пороци друштва. У његова маестрална дела се убрајају комедије као што је Старац и девојка (шп. El viejo y la niña) 1790. године, Нова комедија (шп. La comedia nueva) 1792. године, сатира у којој се критикују неквалитетна дела и драматурзи, Барон (шп. El barón) 1803. године, Лицемерка (шп. La mojigata) 1804. године, Девојачко „Да“ (шп. El sí de las niñas) 1806. године, његова најзначајнија комедија забрањена од стране Свете службе (шп. Sanctum Officium), службени назив за Инквизицију (шп. Inquisición), што је изазвало огромно незадовољство, до те мере да је дошло до предлога да се више не пише за позориште.

### Неокласична комедија
Моратинова комедија има главну тему, нема епизода које одвлаче пажњу. Ликови су људи из свакодневног живота, припадају средњој класи, иако је Моратин писао за све друштвене слојеве. Интересовале су га различите теме које су се понављале у свим делима, небитно да ли су у питању оригинална дела или адаптације. Честе теме су биле: грешке у васпитању, противзаконита дела, разне предрасуде и остале мане друштва. Његова жеља да се приближи свакодневном животу свога времена и догађајима који утичу на живот грађана је била константна. Написао је 5 оригиналних комедија, али је превео и адаптирао још 3. Две Молијерове – (шп. El Médico á Palos) и (шп. La escuela de los maridos), и једну Шекспирову - Хамлет. Његови преводи су слободни, прилагођавао их је шпанској свакодневници. Нека дела модификује у великој мери у складу са својим укусом и моралним вредностима. На пример, модификовао је превелику слободу и смелост Молијера избацивши падове на сцени који имају функцију да изавову смех. У Хамлету се, напротив, трудио да адаптација буде што вернија. Лик жене представља веома важну фигуру у Моратиновим делима, зато што је жена имала ограничену слободу, пре свега што се тиче образовања. Што се тиче стила, треба поменути иронију која се појављује у свим Моратиновим комедијама. Своја дела је писао на кастиљанском језику. Опширнију представу Моратиновог концепта драмске уметности треба потражити у делу Почеци шпанског позоришта (шп. Orígenes del teatro español).

## Комедије

### Старац и девојка ()
Прва Моратинова комедија издата 1790. године. Написана је у осмерцу, а њен стих подсећа на стих дела Девојачко „Да“ (шп. El sí de las niñas). У овој комедији млада Изабела, иако заљубљена у дон Хуана, удаје се за старог дон Рокеа, јер је зли старатељ увери у лажну причу о дон Хуану. Конфликт настаје када похлепни старац посумња у верност своје жене. Приморава дон Хуана да се пресели, а младу Изабелу одводи у манастир. Тема ове комедије је непожељни брак, послушно прихваћен као обавеза између особа различите старосне доби. Аутор такође истиче фигуру мужа. Представља га као изразито окрутног и користољубивог. Суштина комедије је изражена кроз дијалог, говор је јасан, без извештачености. Патетичне ситуације и несрећа која која доводи до решења претвара ову комедију у нешто више од обичне, тако да се чак и приближава трагедији.

### Барон ()
Комедија Барон је објављена 1803. Настала је као оперета, касније прилагођена као комедија. Ова комедија говори о користољубивом браку, али садржи и нешто важније као што су лажне фигуре које се на веома ружан начин поигравају са осећањима ближњих, а такође и комичне жеље за социјалним напретком. Протагониста је лажни барон који се служи обманама како би се оженио младом Изабелом, која је заљубљена у Леонарда, и тако добио посед богатих сељака. Изабелина мајка, Моника, жртвује ћеркину срећу зарад лажне племићке титуле. Једини који јасно види праве намере барона јесте Изабелин ујак дон Педро. Он брани љубав Изабеле и Леонарада и покушава да убеди своју сестру у неоснованост њене идеје. На крају се откривају праве намере лажног барона и све се решава на најразумљивији и најприроднији начин.

### Лицемерка ()
Ова Моратинова комедија написана је 1791. године, али није објављена све до 1804. године. Говори о различитом васпитању две сестре Инес и Кларе од стране њихових очева, дон Луиса и дон Мартина, који су имали изразито различит карактер. Сваки је едуковао ћерку на свој начин што је и резултовало обликовању две сасвим супротне личности. Инес, ћерка дон Луиса, је једна искрена и природна девојка која сасвим слободно изражава своја права осећања. Напротив, Клара се претворила у лицемерну и лажну девојку спремну на све да добије наследство како би избегла строги родитељски надзор. Радња се закомпликује када Клаудијо, бесрамни младић, дође са намером да ожени Инес и заљуби се у Клару. После много порицања Клара признаје своју љубав и тајно се удаје како би добила обећано наследство, али ипак наследство добија Инес која га великодушно дели на пола. Комедија се завршава Клариним извињењем и кајањем.

### Нова комедија ()
Комедија написана у прози и објављена 1792. године. Оно што је битно за ову комедију јесу опис карактера и критика позоришта тог времена.

### Девојачко „да“
Девојачко „да“(шп. El sí de las niñas) је неокласичарска комедија написана 1801. године, а први пут изведена на позорници 1806. године у позоришту Круз у Мадриду. Комедија је доживела огроман успех и била је приказивана 26 дана без прекида. У Главна тема овог дела су бракови између младих девојака и старијих имућних мушкараца који се склапају по жељи девојчиних родитеља и на тај начин је спутавају да покаже своја осећања и сама изабере. Ова тема је тада била веома актуелна. Моратин овим делом шаље поруку родитељима да треба да буду умеренији у васпитавању деце. Девојачко „да“ такође осликава и његову тврдњу из дела Orígenes del teatro español, где каже да дело треба да буде „имитација стварног живота“ и да „на крају дела треба да се истакне истина и одређене врлине, а да мане приказане у делу испадну смешне“.